# هانز برجر
كان هانز برجر (بالألمانية: Hans Berger) (من مواليد 21 مايو عام 1873، وتوفي في 1 يونيو من عام 1941) طبيبًا نفسيًا ألمانيًا. عُرف برجر لاختراعه تقنية تخطيط كهربية الدماغ (طريقة لتسجيل «الأمواج الدماغية»)، في عام 1924، واكتشافه تردد الموجة ألفا، التي تعرف أيضًا باسم موجة برجر.

## سيرته الذاتية
وُلد برجر في بلدة نيوس (التي تعتبر اليوم جزءًا من مدينة كوبورغ) في دوقية ساكسونيا كوبورغ وغوتا في القيصرية الألمانية عام 1873.
بعد التحاقه بمدرسة كازميرانوم في كوبورغ، حيث حصل على شهادة الثانوية الأكاديمية (الأبيتور) في عام 1892، درس برجر الرياضيات في جامعة فريدريش شيلر طامحًا بأن يصبح عالم فلك. بعد فصل دراسي واحد، تخلى برجر عن اختصاص الرياضيات، وخدم لمدة عام واحد في سلاح الفرسان. خلال أحد التمرينات التدريبية، انتصب الحصان الذي كان يمتطيه برجر فجأة، فسقط في طريق خاص بالمدافع التي تجرها الخيول. أوقف سائق بطاريات المدفعية الخيول في الوقت المناسب، تاركًا الشاب برجر في حالة من الذعر دون تعرضه لإصابات خطيرة. شعرت شقيقته، التي كانت على بعد كيلومترات من موقع الحادثة، بأن هانز في خطر، وطلبت من والدها أن يرسل له برقية مستعجلة. ترك هذا الحادث أثرًا كبيرًا في حياة برجر، فكتب بعد سنوات منه، وتحديدًا في عام 1940: «كانت هذه حالة من التخاطر التلقائي، فبينما كنت أنتظر موتي الحتمي، نقلت أفكاري، ولعبت شقيقتي، التي كانت قريبة مني بشكل خاص، دور المستقبل».
بعد الانتهاء من الخدمة العسكرية، واستحواذ الأسئلة المتعلقة بكيفية نقل المعلومات تخاطريًا إلى شقيقته، عاد برجر إلى مدينة ينا لدراسة الطب، بهدف اكتشاف الأسس الفيزيولوجية لـ «الطاقة الروحانية». أصبح موضوع «البحث عن الارتباط بين النشاط الموضوعي في الدماغ والظواهر النفسية الذاتية» الموضوع الرئيسي لدراساته.

بعد حصوله على شهادة الطب من جامعة ينا في عام 1897، انضم برجر إلى فريق عمل أوتو لودفيج بينسوانجر (من مواليد 1852 وتوفي عام 1929)، الذي تولى رئاسة قسم الطب النفسي والأعصاب في مستوصف ينا. حصل برجر على لقب بروفيسور في عام 1901، وتأهل، في عام 1906، إلى مرتبة كبير محاضرين، وفي عام 1912، شغل برجر كرسي رئيس الأطباء، وخَلَف بينسوانجر في عام 1919. تعاون برجر أيضًا مع اثنين من العلماء والأطباء المشهورين، وهما أوسكار فوجت (من مواليد عام 1870، وتوفي عام 1959)، وكوربينيان برودمان (من مواليد عام 1868، وتوفي عام 1918)، في بحثهما حول استطراف وظائف الدماغ. تزوج برجر مساعدته التقنية، البارونة أورسولا فون بولو، في عام 1911، وعمل فيما بعد كطبيب نفساني في الجيش على الجبهة الغربية خلال الحرب العالمية الأولى. انتخب هانز برجر رئيسًا لجامعة ينا في عام 1927. في عام 1924، نجح برجر في تسجيل أول تخطيط لكهربية الدماغ البشري. استغرق الأمر خمس سنوات من برجر كي ينشر أول ورقة بحثية له في عام 1929. شرح برجر في أولى أبحاثه تقنية «تسجيل النشاط الكهربائي للدماغ البشري من سطح الرأس». قوبلت النتائج التي توصل إليها برجر بالسخرية والتشكيك من قبل المؤسسات الطبية والعلمية الألمانية. بعد زيارة مختبر تخطيط كهربية الدماغ في ينا، وصف عالم الروبوتات الأمريكي البريطاني، ويليام غري والتر، هانز برجر بالتالي: 
لم يكن زملاؤه يعتبرونه واحدًا من أهم الأطباء النفسيين الألمان، بل على العكس من ذلك، كانوا يصفونه بالمهووس. لقد بدا لي شخصًا متواضعًا وكريمًا ومتخمًا بحس الدعابة اللطيف. لم يكن برجر منزعجًا من عدم شهرته، إذ تمكن في نهاية المطاف من الوصول إليها. لبرجر سلبية واحدة قاتلة، لقد كان يجهل تمامًا الأساس التقني المادي لطريقته. لم يكن يعرف أي شيء عن الميكانيك أو الكهرباء. 

## وفاته
توفي هانز بيرجر في 1 يونيو 1941 حيث انتحر بشنق نفسه في الجناح الجنوبي لعيادته وذلك بعد اصابته بالاكتئاب جراء عدوى جلدية أصابته.

## جائزة هانز بيرجر
جائزة هانز بيرجر (بالألمانية: Hans-Berger-Preis) هي جائزة تمنح بواسطة الجمعية الألمانية لعلوم الأعصاب Deutsche Gesellschaft für Klinische Neurophysiologie und funktionelle Bildgebung

## روابط خارجية
- هانز برجر على موقع الموسوعة البريطانية (الإنجليزية)
- هانز برجر على موقع إن إن دي بي (الإنجليزية)